# 多列
多列（Dole或Dhole）是尼泊爾萨加玛塔专区索卢昆布县的一个城镇。该地海拔約4200公尺，果宗巴冰河下游，都得科西河河畔。

多列
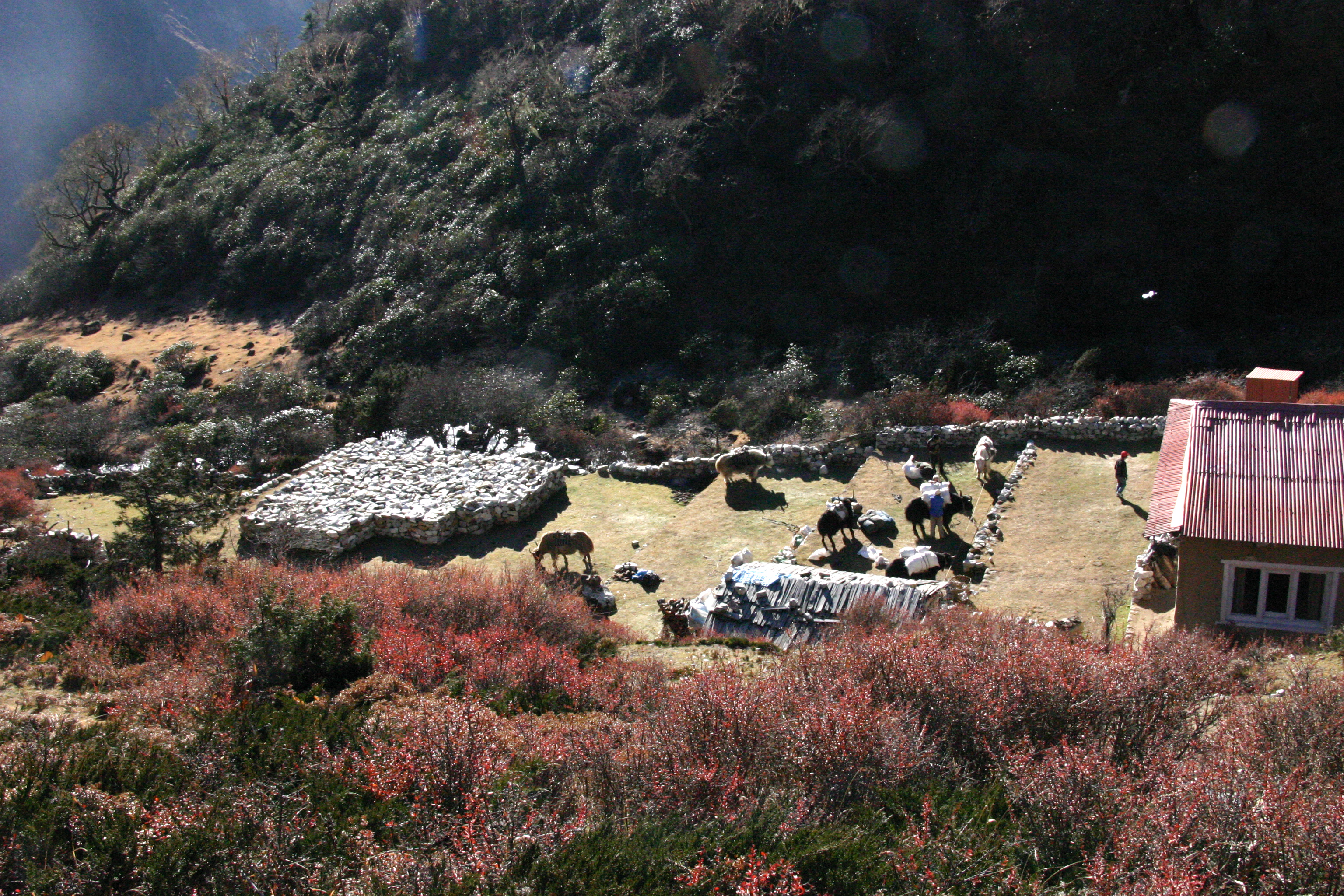
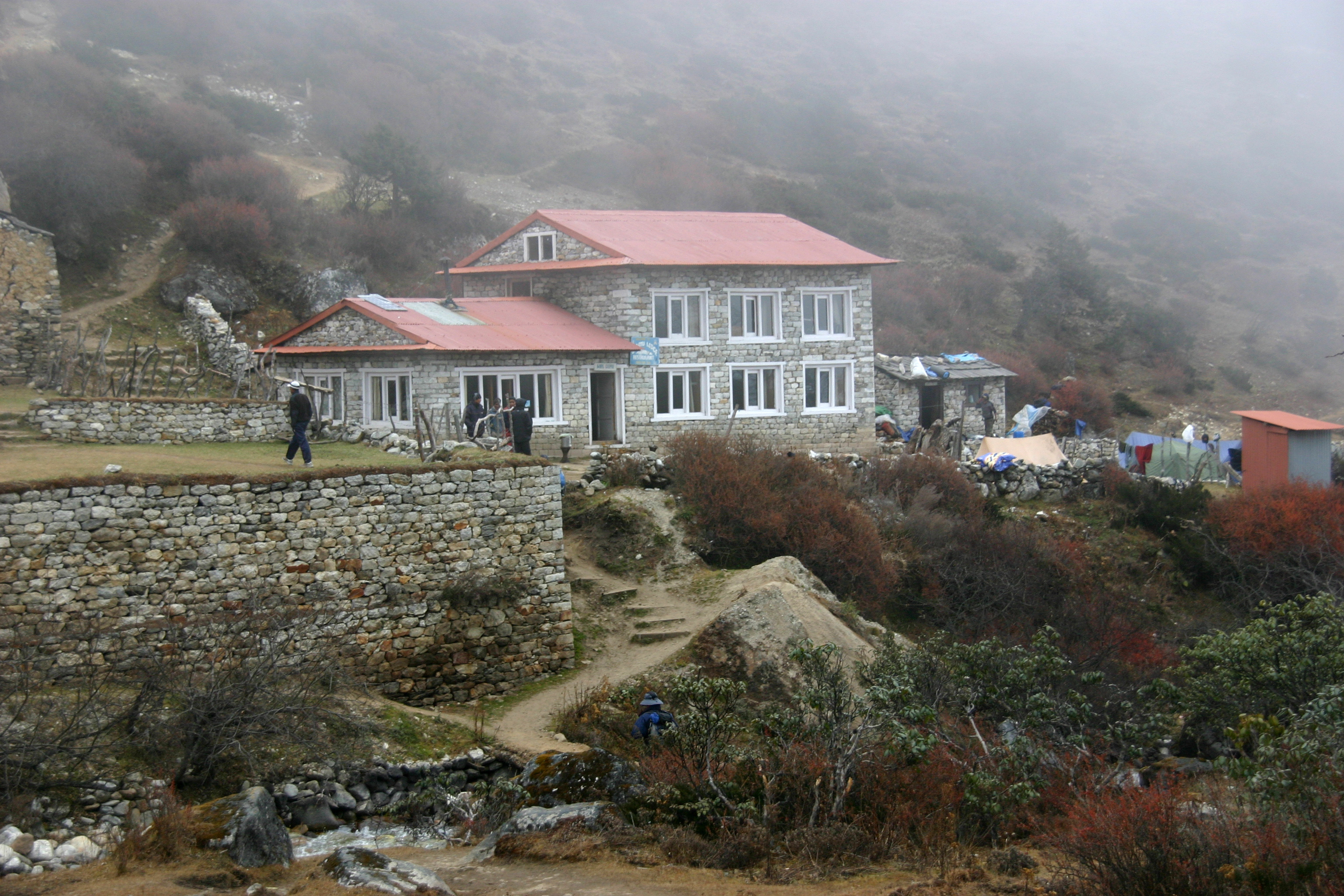
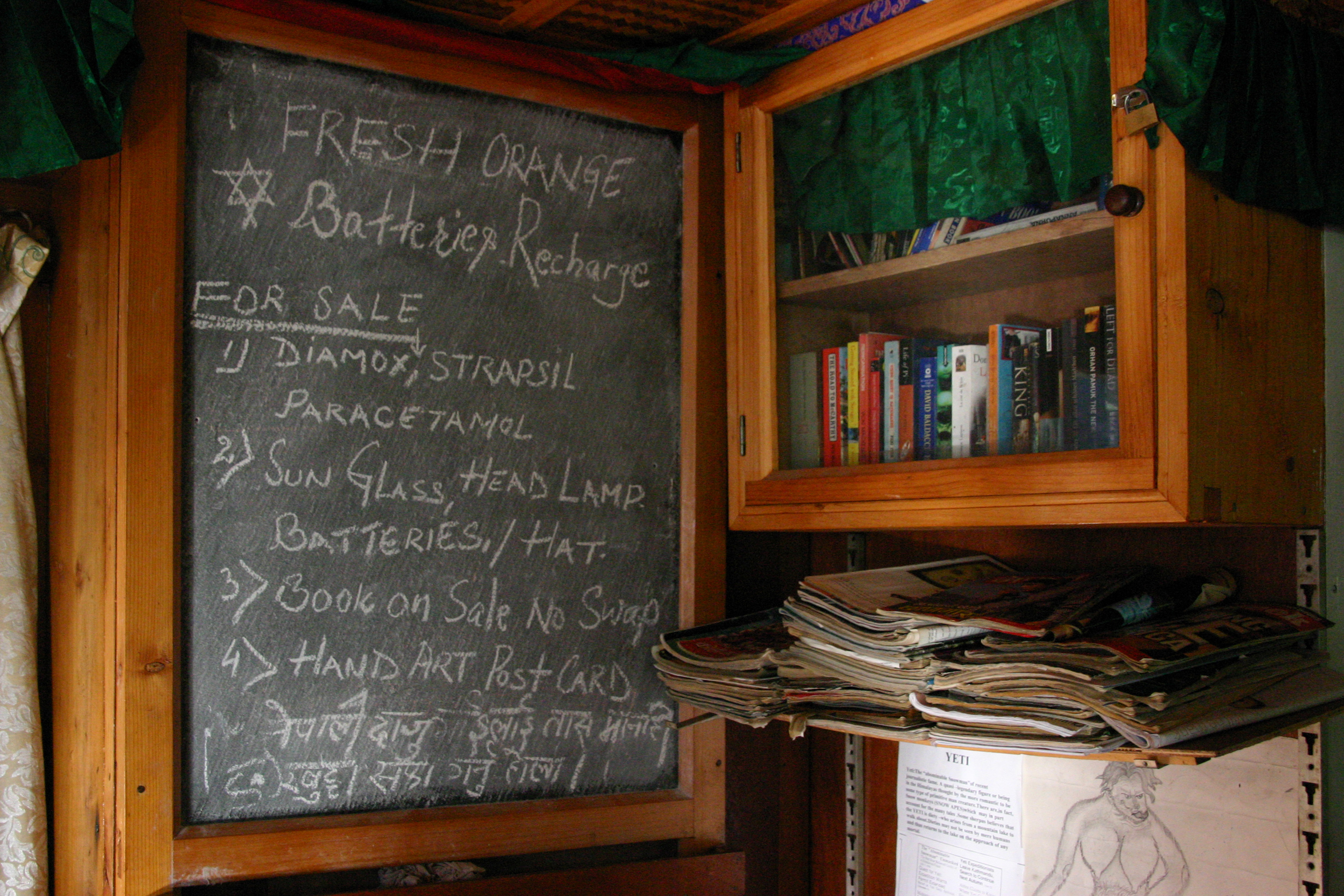
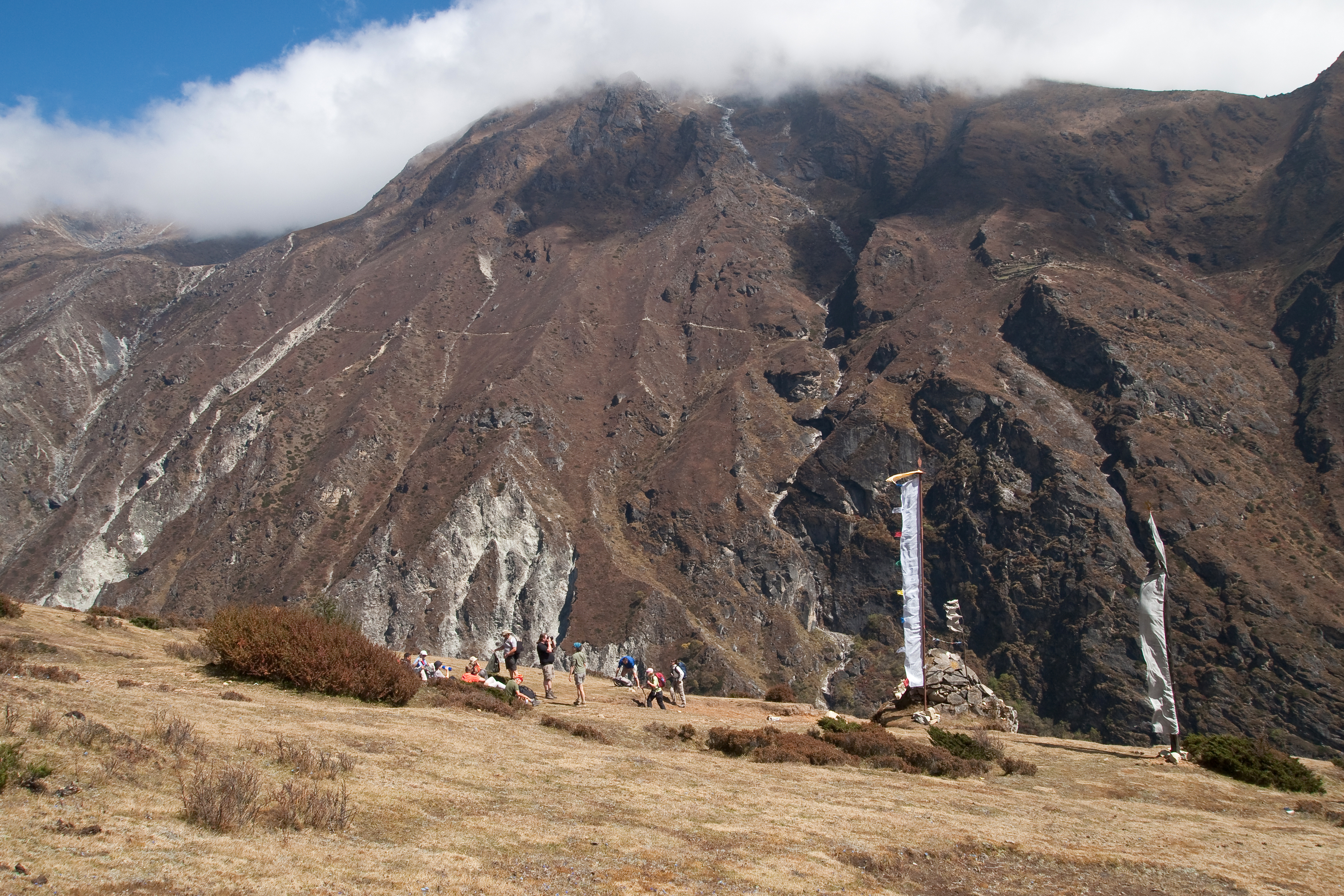
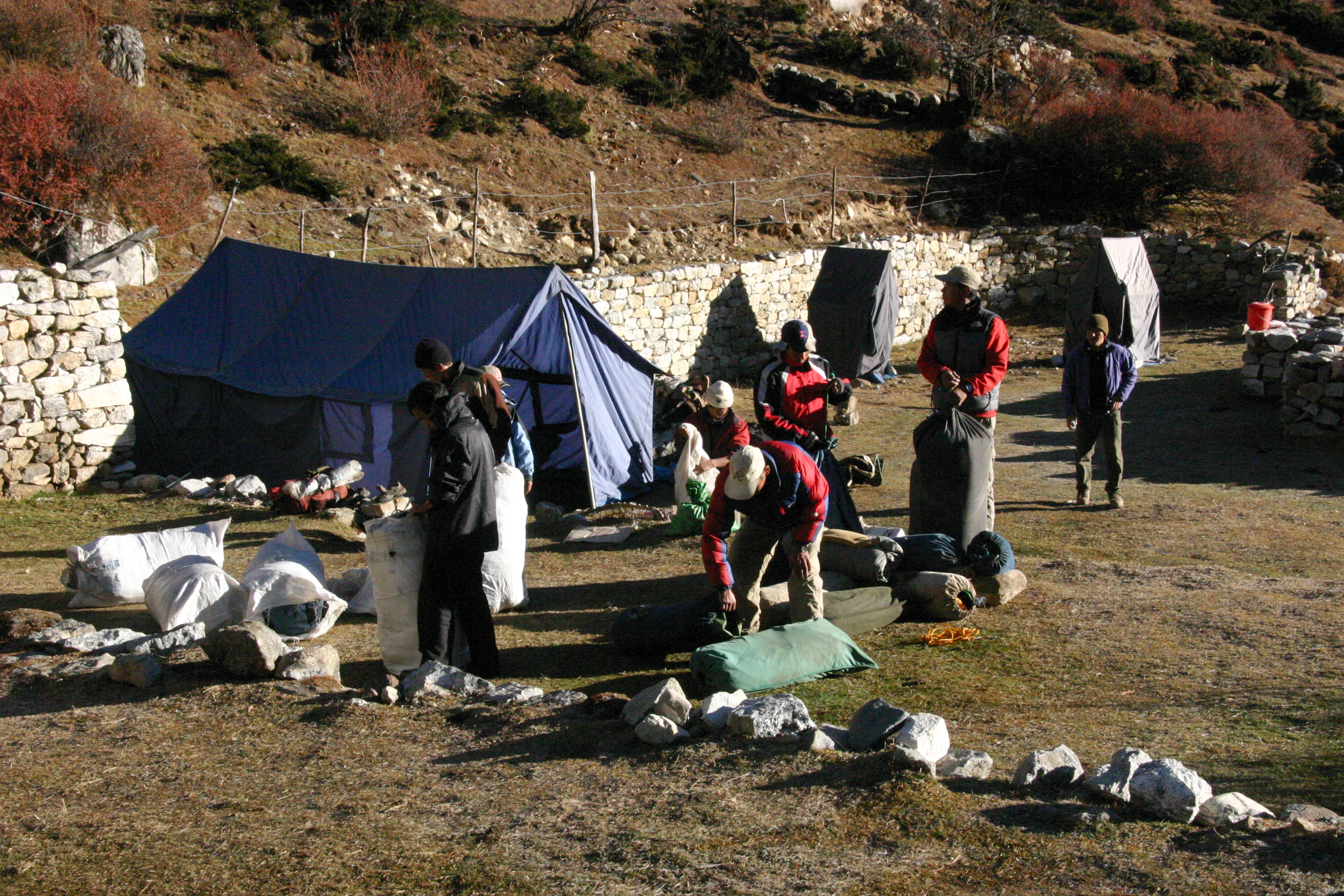
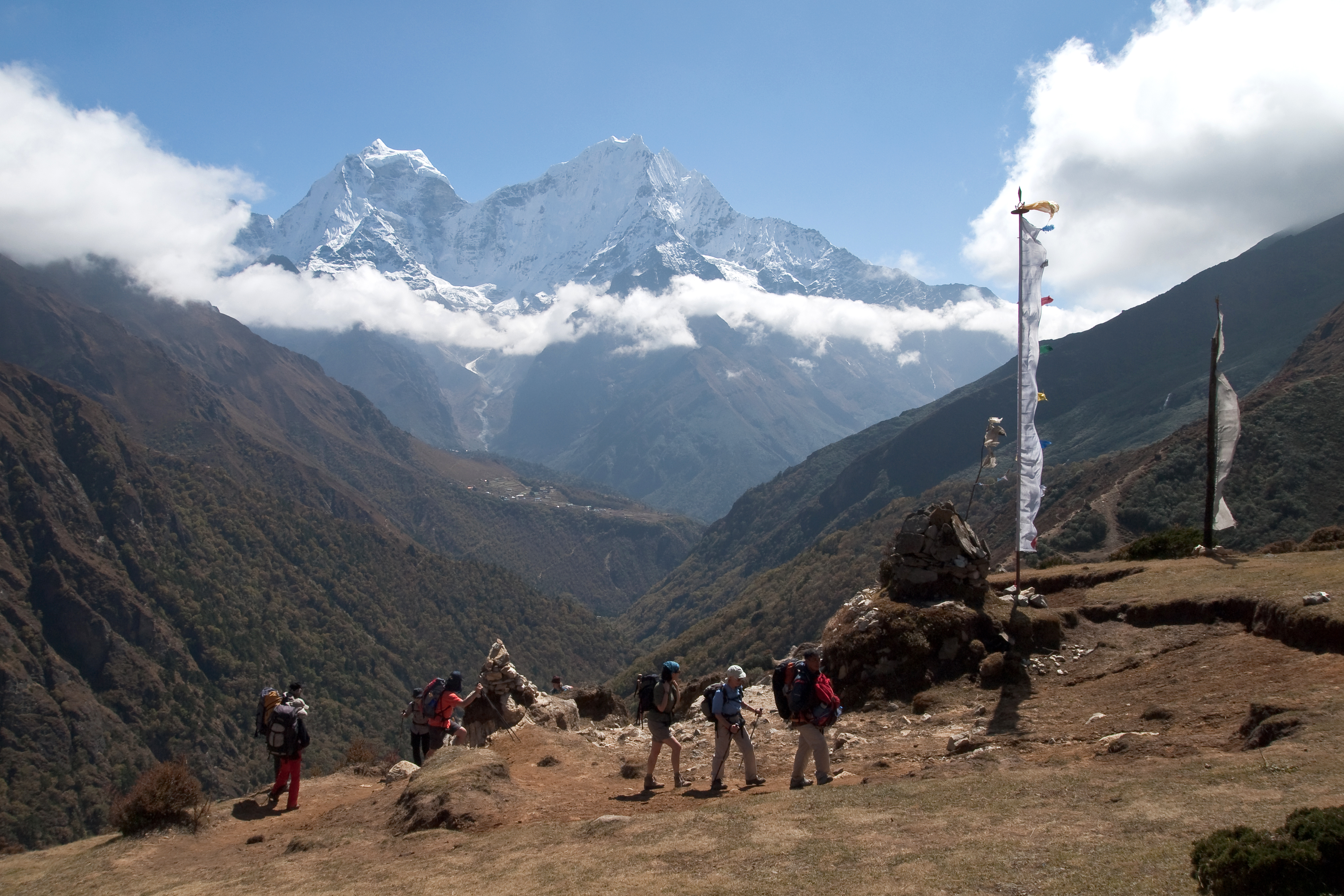

## 資料來源
1. ↑  Nepa Maps (Pvt.Ldt. ), NE517: Everest Base Camp & Gokyo, Kathmandu, Nepal, 2013